# ウインクで乾杯
『ウインクで乾杯』（ウインクでかんぱい）は、東野圭吾の推理小説。祥伝社から1988年10月に『香子の夢―コンパニオン殺人事件』の題名でノン・ノベル（新書）版が刊行され、1992年にノン・ポシェット（現祥伝社文庫）版が刊行された際に改題された。

## あらすじ
パーティコンパニオンの小田香子は、800万円相当の品を、カボチャを買うような手軽さで「ポンと買いたい」という大きな夢を抱いていた。その実現のため、資産家との縁が多いこの職業は、彼女にとって理想的な環境であった。
資産家の御曹司である高見からの誘いを受け、香子は好機と捉え喜ぶが、事態は思わぬ方向へ急転する。同僚の牧村絵里が、ホテルの一室で青酸化合物を混入されたビールを飲み、死亡した状態で発見されたのだ。初動捜査の段階では密室状態であった現場状況から、自殺の線が強いと判断するものの、実際に捜査に当たる芝田は拭いきれない違和感を覚え、独自の捜査を開始する。
その最中、新たな事件が発生する。絵里の親友が、自宅マンションで扼殺体として発見された。

## 登場人物

### コンパニオンと関係者
小田香子
パーティコンパニオン「バンビ・バンケット」に勤務する24歳。
米沢
香子が所属する「バンビ・バンケット」の営業社員。
牧村絵里
「バンビ・バンケット」勤務の香子の同僚。ホテルの一室で青酸カリによる中毒死体として発見される。
江崎洋子
「バンビ・バンケット」のチーフコンパニオン。
浅岡綾子
「バンビ・バンケット」勤務の香子の同僚。
真野由香利
フリーのパーティコンパニオンで、絵里の友人。
角野文江
「バンビ・バンケット」勤務。
丸本久雄
「バンビ・バンケット」の社長。

### 高見不動産
高見雄太郎
高見不動産の元社長。名古屋で伊瀬耕一に殺害される。
高見礼子
雄太郎の娘。
高見康司
雄太郎の実弟。兄の没後、高見不動産の社長に就任。
高見俊介
高見不動産の専務。

### 華屋
西原正夫
日本全国に支店を持つ宝石店「華屋」の社長。
西原昭一
正夫の長男で、華屋の副社長。
西原健三
正夫の三男。

### 警察関係者
芝田
警視庁捜査一課の刑事。30歳前後で長身、色黒。香子の住むマンションの隣に引っ越してきたが、多忙のため荷物の整理が進んでいない。
直井
警視庁捜査一課の刑事。芝田より年上で妻子持ち。
坂口
警視庁捜査一課の係長。通称「豆狸」。
松谷
警視庁捜査一課の警部で、芝田・直井の上司。
加藤
築地警察署の刑事。

### その他の人物
牧村規之
牧村家の長男で、絵里の兄。
伊瀬耕一
画家。名古屋で絵里と恋仲だったが、3年前に高見雄太郎を殺害後、自殺した。

## 書籍情報
- 新書：『香子の夢―コンパニオン殺人事件』、1988年10月1日発売、ノン・ノベル、ISBN 4-396-20275-X
- 文庫本：『ウインクで乾杯』、1992年5月20日発売[1]、ノン・ポシェット、ISBN 4-396-32263-1

## テレビドラマ
1989年12月5日に日本テレビ系「火曜サスペンス劇場」枠で、単発2時間ドラマとして放送された。

### キャスト
- 小田香子 - 賀来千香子
- 高見俊介 - 速水亮
- 真野由加利 - 黒田福美
- 深谷絵里 - 岩本千春
- 西原健三 - 峰竜太
- 丸本久雄 - きたろう
- 江崎洋子 - 日向明子
- 深谷幸江 - 岩本多代
- 加藤刑事 - 藤岡重慶
- 芝田順平 - 川野太郎
- 函館西署刑事 - 粟津號
- （友情出演） - 中村幻児
- 守田比呂也、重久剛一、山本ゆか里、西慶子、小野砂織 ほか

### スタッフ
- 企画 - 小坂敬
- 脚本 - 佐伯俊道
- 演出・プロデューサー - 田中芳樹
- 音楽 - 大谷和夫
- 函館ロケ協力 - 函館市、恵山町観光協会、日本航空 ほか
- 技術協力 - フォーチュン
- 美術協力 - 美建興業、高津装飾美術
- MA - テレトップ
- プロデューサー - 平松弘至
- 制作 - 国際放映
- 製作著作 - 日本テレビ

| 日本テレビ系列 火曜サスペンス劇場 | 日本テレビ系列 火曜サスペンス劇場           | 日本テレビ系列 火曜サスペンス劇場 |
| 前番組                            | 番組名                                      | 次番組                            |
| --------------------------------- | ------------------------------------------- | --------------------------------- |
| からくり人形の女 （1989.11.28）   | 香子の夢 コンパニオン殺人事件 （1989.12.5） | 狙われて （1989.12.12）           |